# 리프스타웅기반도
리프스타웅기반도(아이슬란드어: Rifstangi)는 아이슬란드 북동쪽에 위치한 작은 반도이다. 멜라카슬레타반도의 일부이며, 아이슬란드 본섬의 최북단 지점이다.

리프스타웅기반도의 코트야르니르호

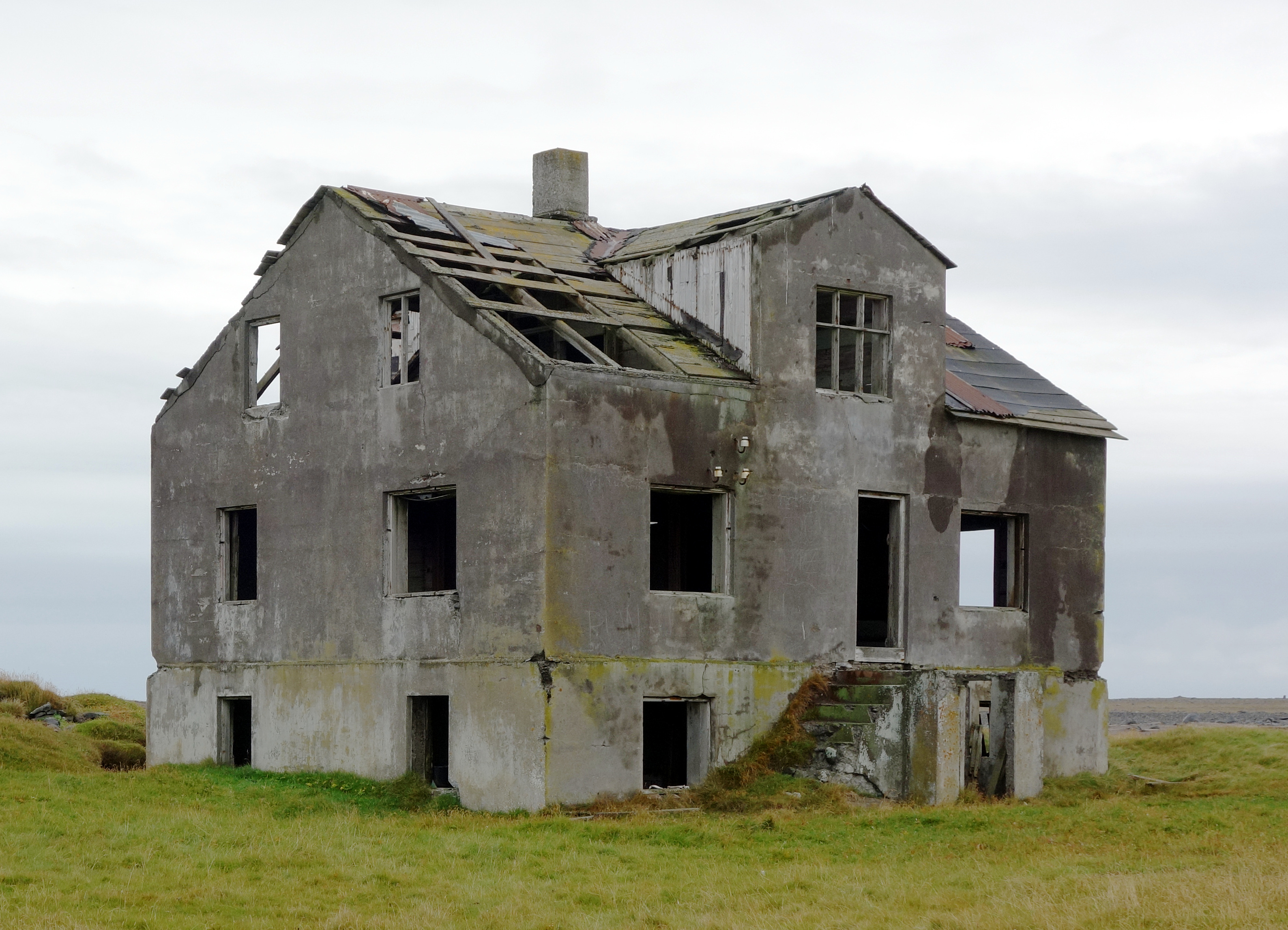
리프스타웅기반도의 폐가

2015년, 2시간 14분으로 아이슬란드에서 가장 짧은 낮 시간을 기록했다.

## 같이 보기
- 최북단순 나라 목록